# Hadena romieuxi
Hadena romieuxi är en fjärilsart som beskrevs av Culot 1924. Hadena romieuxi ingår i släktet Hadena och familjen nattflyn. Inga underarter finns listade i Catalogue of Life.